# JB Motorsport
JB Motorsport is een Belgisch raceteam dat deelneemt aan het Duitse Formule 3-kampioenschap. Het team is gevestigd in Roeselare. Aan het hoofd van het team staat ex-DTM-rijder Yves Olivier. Het team behaalde in 2003 en 2006 de titel in de Formule 3. In 2003 was het João Paulo de Oliveira die succesvol was en in 2006 Ho-Pin Tung Duits kampioen en Ferdinand Kool vice-kampioen. In 2007 eindigde Frédéric Vervisch en Nico Verdonck als Duits vice-kampioen en derde in het kampioenschap. JB Motorsport behaalde 43 F3 overwinningen. In de werkplaats in Roeselare bouwt JB Motorsport FIA gekeurde chassis en rolkooien voor de autosport.
JB Motorsport maakte gebruik van het JB MOTORSPORT Lola B06/30-chassis.
- Type: Open wiel, enkele zit, open cockpit. Ground effect stepped plane underbody. Overboord achter en voorvleugel.
- Chassis: Composiet constructie carbon/Kevlar/AL-honeycomb
- Voorvering: Pushrod & twin damper
- Achtervering: Pushrod & twin damper
- Gewicht: 550 kg incl. rijder
- Wielbasis: 2700 mm
- Voorspoor: 1590 mm
- Achterspoor: 1490 mm
- Versnellingsbak: Pankl
- Motor: Opel-Spiess
- Dempers: Koni
- Koppeling: Sachs
- Veren: H&R
- Velgen: ATS 9" & 10,5"
- Remsysteem: Performance Friction Components